# Jaroslav Huslík
R.D. Jaroslav Huslík (7. března 1923 Veselí nad Moravou – 10. září 2007) byl český římskokatolický kněz, který byl v 50. letech 20. století pronásledovaný komunistickým režimem.

## Život
Byl knězem olomoucké arcidiecéze, pro niž byl 29. června 1948 v Olomouci vysvěcen. Po vysvěcení působil krátce jako kooperátor v Pavlovicích u Přerova. Moravští kněží, kteří měli vliv na lidi byli komunistickým režimem často přemisťování do Čech, kde byl jejich vliv omezenější. V důsledku těchto procesů nastoupil 1. března 1951 jako výpomocný duchovní v litoměřické diecézi ve farnosti Nové Město pod Smrkem. Odtud však musel již v listopadu 1951 odejít a absolvovat základní vojenskou službu. Po ní se v roce 1954 vrátil do litoměřické diecéze. Zde nejprve působil jako kaplan v Jestřebí a vypomáhal v Pavlovicích u Doks. Poté působil od 1. července 1954 v Libouchci, odkud spravoval excurrendo okolní farnosti: Krásný Les, Nakléřov, Petrovice a Tisá. Od 1. října 1958 se vrátil do olomoucké arcidiecéze. Zde byl činných v různých farnostech. Někde jen krátce jako např. ve farnosti Rozstání v roce 1972. Nejdéle to bylo pak v Bílovicích v letech 1972–1999. Odtud zároveň působil v letech 1985–1990 jako viceděkan a v letech 1993–1998 jako uherskohradišťský děkan.